# Molophilus multispicatus
Molophilus multispicatus là một loài ruồi trong họ Limoniidae. Chúng phân bố ở miền Australasia.